# محسن شادی
محسن شادی نقده (متولد ۱۴ خرداد ۱۳۶۷، نقده) پاروزن ایرانی است که مدال طلای قهرمانی زیر ۲۳ سال جهان و بازی‌های آسیایی را به دست آورده‌است.
وی اولین پاروزنی ایرانی است که موفق به کسب مدال در یک مسابقهٔ قهرمانی جهان و نیز مدال طلا در بازی‌های آسیایی شده‌است.
وی در المپیک پکن در رشته پاروزنی تک‌نفره سبک‌وزن شرکت کرد و به مقام بیست‌وپنجم رقابت‌ها رسید و در المپیک ۲۰۱۲ لندن در رشته تک‌نفره سنگین‌وزن به مقام بیست و دوم دست یافت.
شادی در بازی‌های آسیایی ۲۰۱۴ اینچئون به مقام قهرمانی رسید.

## افتخارات
شادی در سال ۲۰۰۹ در مسابقات قهرمانی پاروزنی (روئینگ) زیر ۲۳ سال جهان و در مادهٔ تک‌نفره ویژه ورزشکاران سبک وزن (کمتر از ۷۰ کیلوگرم) موفق به کسب مدال طلا شد. او نخستین ورزشکار ایرانی است که در این رشته موفق به کسب مدال جهانی شده‌است. شادی در سال ۲۰۰۸ نیز در مسابقات زیر ۲۳ سال جهان در همین کلاس و در برندنبورگ آلمان به مقام نایب قهرمانی جهان دست یافته بود.
آنچه موجب معروفیت بسیار زیاد این ورزشکار شد وجود مچ‌بند سبز بر دستان وی چه در هنگام مسابقه و چه در هنگام اهدای مدال بود. برخی این دست‌بند سبز را نشانهٔ همبستگی با اعتراضات مردمی به نتایج انتخابات ریاست جمهوری سال ۱۳۸۸ می‌دانند.
محسن شادی، در بازی‌های آسیایی گوانگ‌ژو، مدال طلا را در پاروزنی تک نفره سبک وزن بدست آورد.